# Albert Höfer (Gestaltpädagoge)

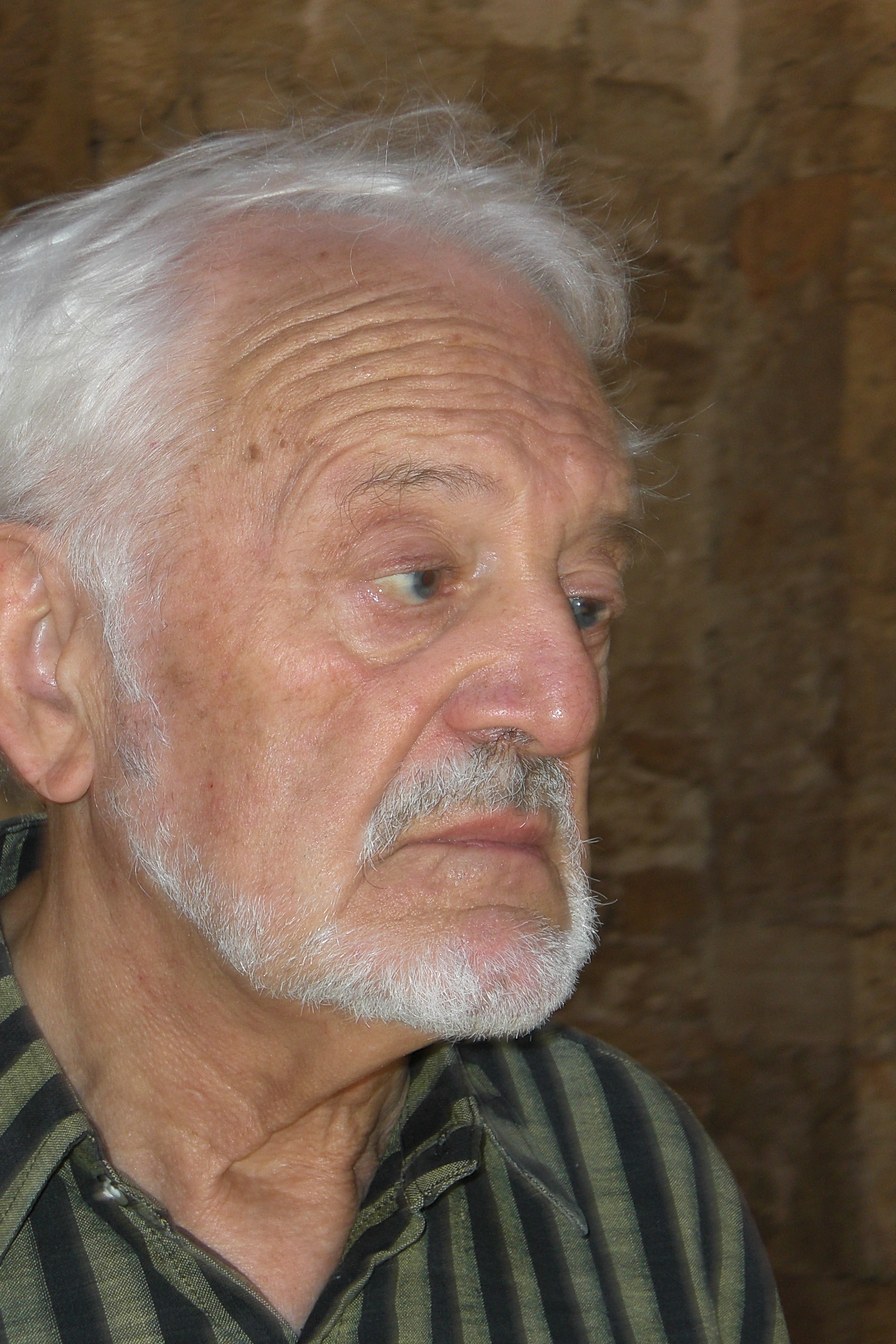
Albert Höfer 2008

Albert Höfer (* 1. August 1932 in Lamprechtshausen, Salzburg; † 10. Februar 2022 in Graz, Österreich) war ein österreichischer Theologe, Priester, Universitätsprofessor,  Psychotherapeut und Religionspädagoge.

## Leben
Höfer studierte in Salzburg, München, Wien und Graz Theologie und Philosophie und war in dieser Zeit Hörer von Romano Guardini, Martin Buber und Karl Rahner. Nach seiner Priesterweihe 1959 promovierte er 1963 zum Doktor der Theologie bei Karl Amon an der Theologischen Fakultät in Graz.
1966 erfolgte die Habilitation für Religionspädagogik, Katechetik und Homiletik an der Universität Graz mit dem Thema „Biblische Katechese, Modell einer Neuordnung des Religionsunterrichtes bei Zehn- bis Vierzehnjährigen“. 1973 wurde er zum außerordentlichen Universitätsprofessor, 2007 zum Universitätsprofessor ernannt.
Trotz seiner 1977 eingetretenen Erblindung arbeitete Höfer weiterhin als Sachbuchautor und Erwachsenenbildner. Er lebte ab 1957 in Graz in der Steiermark. Er wurde am Friedhof Stift Rein-Eisbach bestattet.

## Leistungen
1966 wurde Höfer zum Direktor des Religionspädagogischen Institutes in Graz ernannt. 1972 wurde er mit dem Aufbau der Religionspädagogischen Akademie in Graz-Eggenberg beauftragt und zum Direktor dieser Ausbildungsstätte ernannt.
Höfer schloss 1981 eine integrative Gestalttherapie-Ausbildung am Fritz-Perls-Institut in Kooperation mit dem Institut für Pastoraltheologie der Universität Graz ab. 1983 gründete er mit Katharina Steiner und anderen Mitarbeitern das Institut für Integrative Gestaltpädagogik und Seelsorge (IIGS). 1991 wurde er als Psychotherapeut anerkannt.
Im März 2012 wurde Höfer in die Europäische Akademie der Wissenschaften und Künste aufgenommen.

## Auszeichnungen
- 1967: Kardinal-Innitzer-Preis, Wissenschaftspreis der Erzdiözese Wien
- Großes Ehrenzeichen des Landes Steiermark

## Schriften (Auswahl)
- Biblische Katechese – Modell einer Neuordnung des Religionsunterrichtes bei Zehn- bis Vierzehnjährigen, Otto Müller Verlag, Salzburg 1966
- mit Katharina Steiner und Franz Feiner (Hrsg.): Handbuch der Integrativen Gestaltpädagogik und Seelsorge, Beratung und Supervision. Teil I: Unser Menschenbild. LogoMedia, Nittendorf 2004, ISBN 3902085037; 2. Auflage: 2005, ISBN 978-3902085030
- Spuren Gottes in meinem Leben, Don Bosco Verlag, München 2003, ISBN 3-7698-1431-2
- Erlösung will erfahrbar sein. Erlösungsvorstellungen und ihre heilende Wirkung. Topos Plus, 2002
- Heile unsere Liebe. Ein gestaltpädagogisches Lese- und Arbeitsbuch. Don Bosco Verlag, 1997
- Gottes Wege mit den Menschen. Ein gestaltpädagogisches Bibelwerkbuch. Don Bosco Verlag, 1997